# Trofeo Duelo de Campeones
Trofeo Duelo de Campeones fue un torneo amistoso de fútbol que se jugó en Sudamérica entre algunos campeones en sus respectivas ligas. Se le considera un torneo precursor de la Copa Libertadores de América, aunque por disputarse solo entre dos equipos a partidos de ida y vuelta es más parecida a la actual Recopa Sudamericana.

## Historia
El Trofeo Duelo de Campeones lo disputaban los equipos campeones de sus respectivas ligas en 1950 y 1951 el equipo colombiano Millonarios enfrentó como campeón del Fútbol Profesional Colombiano a los campeones Universitario de Perú y Racing Club de Argentina, respectivamente.

## Ediciones
| Año           | Campeón                | Ida | Vuelta | Subcampeón            |
| ------------- | ---------------------- | --- | ------ | --------------------- |
| 1950 Detalles | Millonarios · Colombia | 1:0 | 4:1    | Universitario · Perú  |
| 1951 Detalles | Millonarios · Colombia | 4:2 | 2:0    | Racing Club Argentina |

## Palmarés
| Equipo        | Campeón          | Subcampeón |
| ------------- | ---------------- | ---------- |
| Millonarios   | 2 (1950), (1951) | -          |
| Universitario | -                | 1 (1950)   |
| Racing Club   | -                | 1 (1951)   |